# Het geheim van de Kalmthoutse heide
Het geheim van de Kalmthoutse heide is het honderdtweeëntwintigste stripverhaal uit de reeks van Suske en Wiske. De oorspronkelijke titel was De Heikneuters. Het is een kort verhaal dat buiten de reguliere hoofdreeks (de Vierkleurenreeks) om is verschenen.
Van dit verhaal is ook een vertaling in het Kalmthouts dialect verschenen. Het g'heim van de Kalmthoutse haai werd in 2009 uitgegeven ter gelegenheid van een stripfestival in dat dorp; de vertaling werd verzorgd door Danny Deckers, Jan Francken en Ronny Neys.

## Locaties
- België, de Kempen, Kalmthout met de Kalmthoutse Heide

## Personages
- Suske, Wiske met Schanulleke, tante Sidonia, Lambik, Jerom, professor Barabas, Rabbi (konijn), Kwiet (stroper), mijnheer A. Traksie (kermisklant), Heikneuters, agent Klungeleer, Soerieke (veldmuis) en andere dieren van de heide, brandweer

## Uitvindingen
- Stralingsapparaat

## Het verhaal
Suske en Wiske zijn op de Kalmthoutse heide en bekijken vogels, als ze terug naar huis willen gaan blijkt Wiske Schanulleke vergeten te zijn. Dan zien de kinderen een man die in het gras zit te vissen en per toeval Schanulleke binnenhaalt met zijn lijn. Ze zien dat de man met een chocolaatje als aas heeft gevist en volgen hem naar een hut aan de rand van de heide. Daar stopt een auto en Kwiet vertelt mijnheer A. Traksie, een kermisklant, dat in een oud boek wordt gesproken over Heikneuters. Mijnheer A. Traksie belooft Kwiet veel geld als hij een Heikneuter kan vangen die dan op de kermis moet optreden. Suske en Wiske kunnen Schanulleke uit het huisje pakken en gaan naar huis.
Lambik gelooft het verhaal van de kinderen niet, maar gaat toch met ze mee naar de heide. Door de lens van zijn camera ontstaat een heidebrandje, maar als Suske en Wiske toesnellen blijkt dit al te zijn gedoofd. Lambik sliep en er blijkt een foto te zijn genomen, enkele dagen later is deze foto ontwikkeld en de vrienden zien een vreemd mannetje. Suske vindt dan ook nog een piepklein emmertje met een schep en een voetspoor. De vrienden merken niet dat ze worden gevolgd door Kwiet die met zijn hengel voor het hol gaat zitten. Suske, Wiske en Lambik laten zich bij professor Barabas verkleinen en gaan met een speelgoedbuggy op weg naar de heide. Als ze in het hol naar binnen gaan zien ze daar een dorpje.
De koning van de Heikneuters vertelt dat het hun taak is de heide te onderhouden, maar dan waarschuwt een Heikneuter dat de koningin is verdwenen. Lambik neemt een groep Heikneuters mee op weg naar de hut van Kwiet en ook vele dieren van de heide helpen om de koningin terug te krijgen. Ze voorkomen dat A. Traksie de hut bereikt en daar ontstaat chaos als Lambik de koningin uit een vogelkooi wil bevrijden. Het lukt de groep om Kwiet vast te binden en de koningin wordt weer naar huis gebracht. Er wordt feestgevierd, maar dan begint Lambik plots weer groter te worden en zit klem in het hol.
Professor Barabas weet geen oplossing, het stralingsapparaat kan niet worden vervoerd naar de heide en uitgraven zou de Heikneuters verraden. Inmiddels heeft Kwiet hulp ingeroepen van andere stropers en ze gaan gezamenlijk op zoek naar de Heikneuters. De uitgangen van het hol worden met netten afgesloten en de Heikneuters vluchten door een geheime gang. Suske, Wiske en Lambik blijven achter en de kinderen beginnen ook snel groter te worden. De vrienden verslaan de stropers en op hun vlucht raakt Kwiet met zijn voet bekneld in een door hemzelf uitgezette klem.
De andere stropers zijn kwaad op Kwiet omdat ze denken dat hij gelogen heeft over de Heikneuters. Ze laten hem vastzitten in de klem en één stroper gooit een brandende sigaret in het droge gras. Er ontstaat al snel een heidebrand en Kwiet krijgt spijt van zijn daden. In Kalmthout wordt de noodklok geluid en de brandweer rukt uit om de heidebrand te bestrijden. Suske, Wiske en Lambik zijn ook bezig het vuur te bestrijden, maar het lukt hen niet. Tante Sidonia en Jerom horen op de radio over de problemen en gaan snel naar de heide. De brandweer graaft met bulldozers schachten om de brand te stoppen in het natuurreservaat. Jerom wordt met een helikopter in de vuurzee gebracht en kan Kwiet redden uit de val.
Kwiet moet beloven nooit over de Heikneuters te spreken, anders zullen de vrienden hem bij de politie aangeven. De brandweer kan het vuur eindelijk onder controle krijgen en de vrienden praten na onder het genot van een stukje chocola. Dan blijkt de chocola van Wiske verdwenen te zijn en zij snapt niet waarom de Heikneuters zich niet hebben laten zien. Suske vertelt dat ze waarschijnlijk genoeg van de mensen gekregen hebben. Lambik roept op om de Heikneuters te helpen door de heide schoon te houden, brandgevaar te voorkomen en altijd de voorgeschreven reglementen te volgen.

## Achtergronden bij het verhaal
- De vrienden zijn ook op vakantie op de Kalmthoutse heide in het verhaal Het rijmende paard (1962), in dat verhaal ontmoeten ze Krimson voor het eerst.
- De Heikneuters lijken te verwijzen naar de Kempense legenden over Kabouterkoning Kyrië, ook in deze verhalen speelt een jager een rol. Zie ook kabouter.
- A. Traksie is een woordspeling op attractie.